# Bělehradská demonstrace (1989)
V roce 1989 se konala v Bělehradě demonstrace před budovou skupštiny SFRJ na podporu razantního řešení kosovské krize. Protestující, kterých se shromáždilo kolem několika set tisíc (jugoslávská média udávala až milion), požadovali změnu ústavy SR Srbsko a důsledné plnění programu SKJ o Kosovu. K shromážděnému davu promluvili mnozí tehdejší politici, včetně Slobodana Miloševiće, který byl přijat s velkým nadšením. Shromáždění bylo jedním z mnoha, které Jugoslávie zažila během tzv. protibyrokratické revoluce.
V únoru 1989 vyeskalovala kosovská krize. Stávka ve Starém Trgu, šířící se protesty Albánců a stále hůře řešitelná situace v této jihosrbské oblasti vedla k tomu, že se skupina studentů a profesorů srbské a černohorské národnosti Prištinské univerzity 28. února shromáždila před budovou svazové skupštiny v Bělehradě. Pracovníci univerzity, kteří stejně jako studenti dávali najevo velkou nespokojenost, ještě den předtím rezignovali na řadu svých funkcí, "aby se distancovali od těch, kteří kapitulovali před albánským nacionalismem". K nim byli organizovaně sváženi bělehradští dělníci a další nespokojenci z celé jugoslávské metropole. Dorazili i dělníci ze strojírenského závodu z nedaleké Rakovice a také studenti Bělehradské univerzity. Dav se tak rychle rozrostl na několik set tisíc lidí až milion, další v průběhu dne přibývali.
Kosovské vedení, které bylo loajální Miloševićovi (jeho členem byl také i Rahman Morina) se rozhodlo nedlouho před 28. únorem rezignovat, aby tak splnilo požadavky stávkujících horníků. Ti se zabarikádovali pod zemí a odmítli vyfárat, dokud nebudou splněny jejich požadavky. Demonstrující dav žádal, aby svazové a republikové orgány odmítli přijmout rezignaci vedení této autonomní oblasti. 
Kromě Bělehradu se protestovalo i v řadě dalších měst po celé Jugoslávie, avšak to byly jenom malá a svojí velikostí omezená protestní shromáždění. V Lublani demonstranti vyjadřovali paradoxně i otevřenou podporu Albáncům, což mezi Srby a Černohorci před svazovou skupštinou v Bělehradě vyvolalo ohromné opovržení. Slovinci shromáždění před Cankarovým domem oznámili, že ve Starém Trgu se brání AVNOJská Jugoslávie a že demonstranti v Bělehradě ji rozbíjejí.
Dav protestujících začal po určité době skandovat "zatkněte Vllasiho". Azem Vllasi byl původně jugoslávskému režimu loajální Albánec, byl však obviněn ze všeho negativního, co se v autonomní oblasti za poslední měsíce událo.[zdroj?] Slobodan Milošević, který vystoupil před demonstranty (za velikého potlesku) na tyto výzvy odpověděl, že demonstrující dobře neslyší, ale že "zadržíme a potrestáme každého, kdo využívá lid k politickým cílům". Raif Dizdarević, předseda předsednictva SFRJ přednesl také svůj projev k nespokojeným občanům, nicméně na rozdíl od Miloševićova nebyl natolik úderný a pohyboval se neustále kolem známých a opakovaných bodů, kterými byli především bratrství a jednota jugoslávských národů a držení se již zavedeného kurzu. Demonstranti ho vypískali. Vyděšené předsednictvo SFRJ potom narychlo odsouhlasilo vyhlášení mimořádného stavu v autonomní oblasti SAP Kosovo.
Díky svému energickému vystupování především ve stále problematičtějších otázkách (Kosovo, ekonomická krize, vztahy mezi jugoslávskými národy) byl Slobodan Milošević již několik měsíců mezi Srby na vrcholu popularity. Předsednictvo SFRJ nebylo zcela schopno jednat s davem a využít demonstrací ve svůj prospěch, na rozdíl právě od Miloševiće. V oficiálních výrazových prostředcích, v linii, které se však obě strany držely, ale nebylo zásadnějšího rozdílu. Jak Milošević, tak i jiní jugoslávští politici mluvili o socialismu, kontrarevoluci, nacionalismu, či bratrství a jednotě.